# Georgi Velinov
Georgi Velinov (em búlgaro:  Георги Велинов, 23 de janeiro de 1912 — data de morte desconhecido) foi um ciclista olímpico búlgaro. Velinov representou sua nação nos Jogos Olímpicos de Verão de 1936, na prova de perseguição por equipes, nos 4 000 m.